# 부가티 EB 112
부가티 EB 112(프랑스어: Bugatti EB 112)는 부가티 오토모빌리 S.p.A.가 1993년에 선보인 사생아 컨셉의 4도어 패스트백 세단이다. 이탈디자인 주지아로의 조르제토 주지아로가 자동차 디자인을 담당했다.EB 112는 456 PS (335 kW; 450 hp) V12 엔진과 영구 4륜구동 시스템을 갖추고 있다.

## 디자인
부가티 S.p.A.는 조르제토 주지아로에게 부가티 EB 110의 풀 사이즈 세단 버전 제작을 의뢰했다. 그 결과 잘 알려진 타입 57 Galiber와 같은 구형 부가티 모델을 연상시키는 복고풍 스타일의 4도어 패스트백 세단인 EB 112가 탄생했다. 본체는 EB 110과 공유되는 탄소 섬유 섀시와 함께 전체가 알루미늄으로 만들어졌다.